# Гаспарян, Владимир Сергеевич
Владимир Сергеевич Гаспарян (арм. Գասպարյան Վլադիմիր; род. 9 сентября 1958, Таллин) — советский и армянский военный и государственный деятель, бывший начальник полиции Армении.

## Биография
- 1976—1978 — служил в вооружённых силах СССР.
- 1982—1995 — работал в аппарате министерства внутренних дел Армении, был заместителем министра, начальником территориального управления Севана и Армавира.
- 1989 — окончил Высшую следственную школу (ВСШ) при МВД СССР, г. Волгоград по специальности следователь.
- 1990—1995 — был депутатом Верховного совета Армянской ССР.
- 1997—2010 — начальник военной полиции Армении.
- 2010—2011 — заместитель министра обороны Армении.
- С 1 ноября 2011 до 10 мая 2018 года — начальник Полиции Армении[1].

## Награды
- Награждён медалями «Маршал Баграмян», «Драстамат Канаян», «Вазген Саркисян», «За отвагу», «За безупречную службу», «За укрепление содружества», «За заслуги перед Отечеством».
- Грамота Содружества Независимых Государств (17 июля 2017 года) — за активную работу по укреплению и развитию Содружества Независимых Государств[2].